# Путина (Арђеш)
Путина (рум. Putina) насеље је у Румунији у округу Арђеш у општини Владешти. Oпштина се налази на надморској висини од 433 m.

## Становништво
Према подацима из 2002. године у насељу је живело 151 становника, од којих су сви румунске националности.